# Deisis

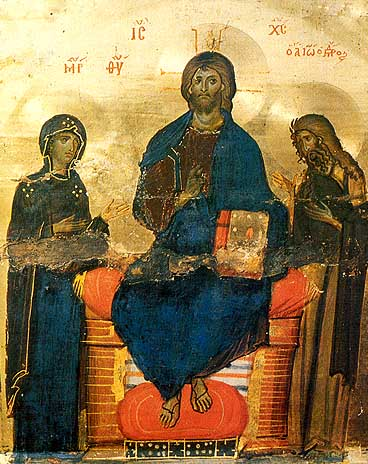
Deesis, desková malba ikony z kláštera sv. Kateřiny na Sinaji, 12. století

Deisis (původně řecky δέησις – deesis = prosba, modlitba, přímluva, rusky де́исус, srbsky ) je termín pro ikonu nebo skupinu ikon zobrazující ve svém středu Ježíše Krista (nejčastěji v ikonografii Pantokratora), vpravo od něj je vyobrazena Panna Marie (Bohorodice) a vlevo Jan Křtitel v tradičním oděvu a s gesty přímluvce v modlitbách (tzv. deisis tří postav). Takový deisis může rovněž zahrnovat analogická vyobrazení apoštolů, Svatých otců, mučedníků a dalších (tzv. mnohofigurální deisis). Hlavním dogmatickým smyslem deisisové skladby je zprostředkování modlitby, jako přímluvy za lidské pokolení před obličejem tváří Nebeského krále a Soudce. Na utváření tohoto druhu ikonografie se podílela liturgie. V době po epoše ikonoborectví se deisisová ikona umisťuje na architrávu nevysokého ikonostasu byzantskách chrámů, a později – již podle ruského způsobu – se přeměnil do podoby vysokého deisisového ikonostasu.
- Andělský deisis“ je název ikonografické kompozice, zahrnující vyobrazení Krista Emanuela a dvou archandělů – Michaela a Gabriela. Existuje též sporná hypotéza, že tato kompozice má představovat symbolické vyobrazení Nejsvětější Trojice.

- Pravoslavné domácí ikonostasy, které mají nejčastěji podobu jakési sestavy rodinných modlitebních ikon, obvykle umístěných v červeném koutě místnosti, přejímají principy chrámového ikonostasu, v něm se jednak vyobrazení Jana Křtitele často zaměňuje za ikonu svatého Mikuláše (Nikoly) Divotvůrce, nejčastěji uctívaného světce na Rusi.

## Deesis
V češtině a v českých textech o římsko- i řeckokatolickém umění se tradičně užívá původní transkripce řeckého termínu deesis nebo deésis, nikoliv ruský termín „deisis“ či „deisus“ (деисис, деисус).

## Galerie

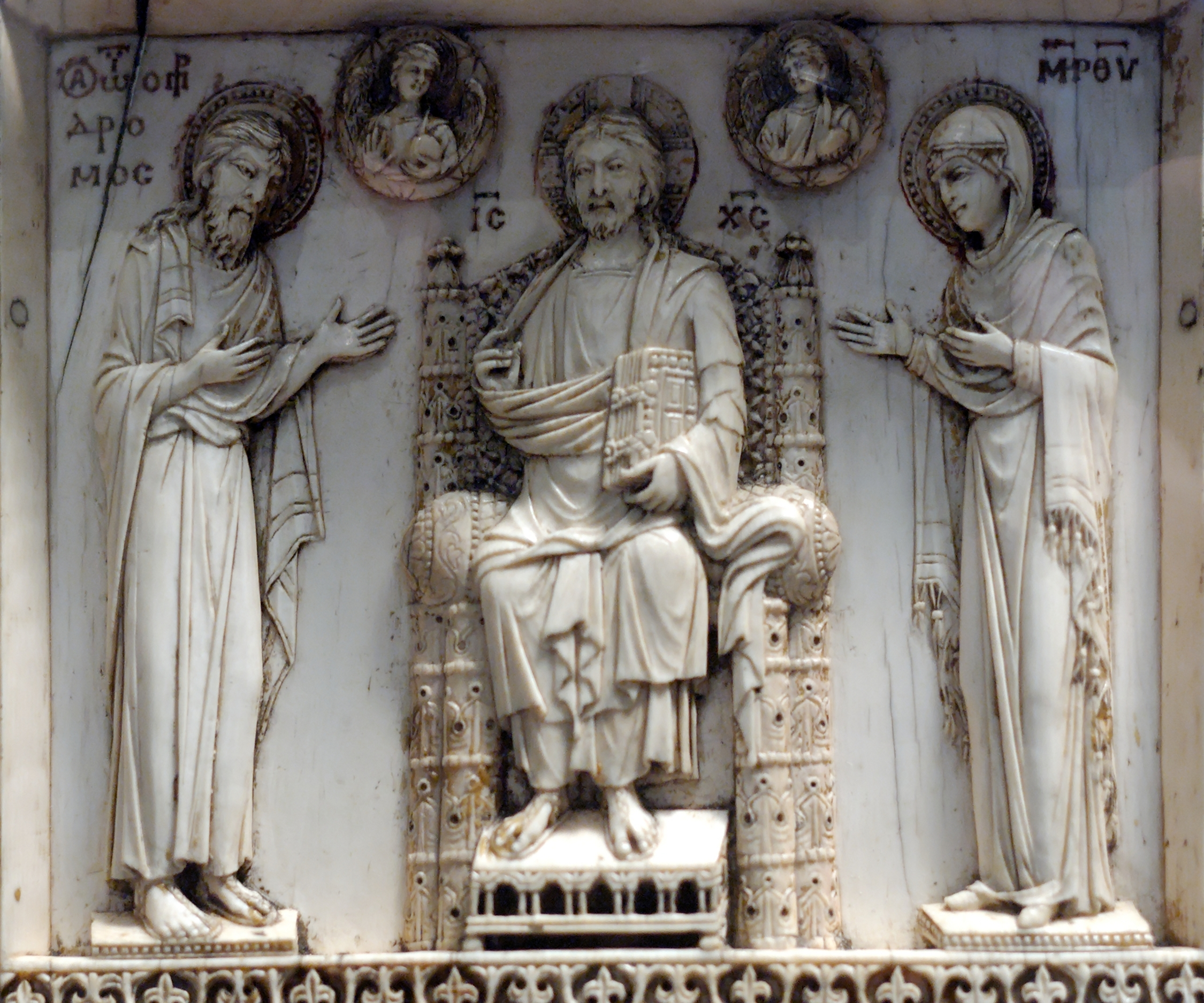
Deisis, Harbavillský triptych, Byzanc, 10. století
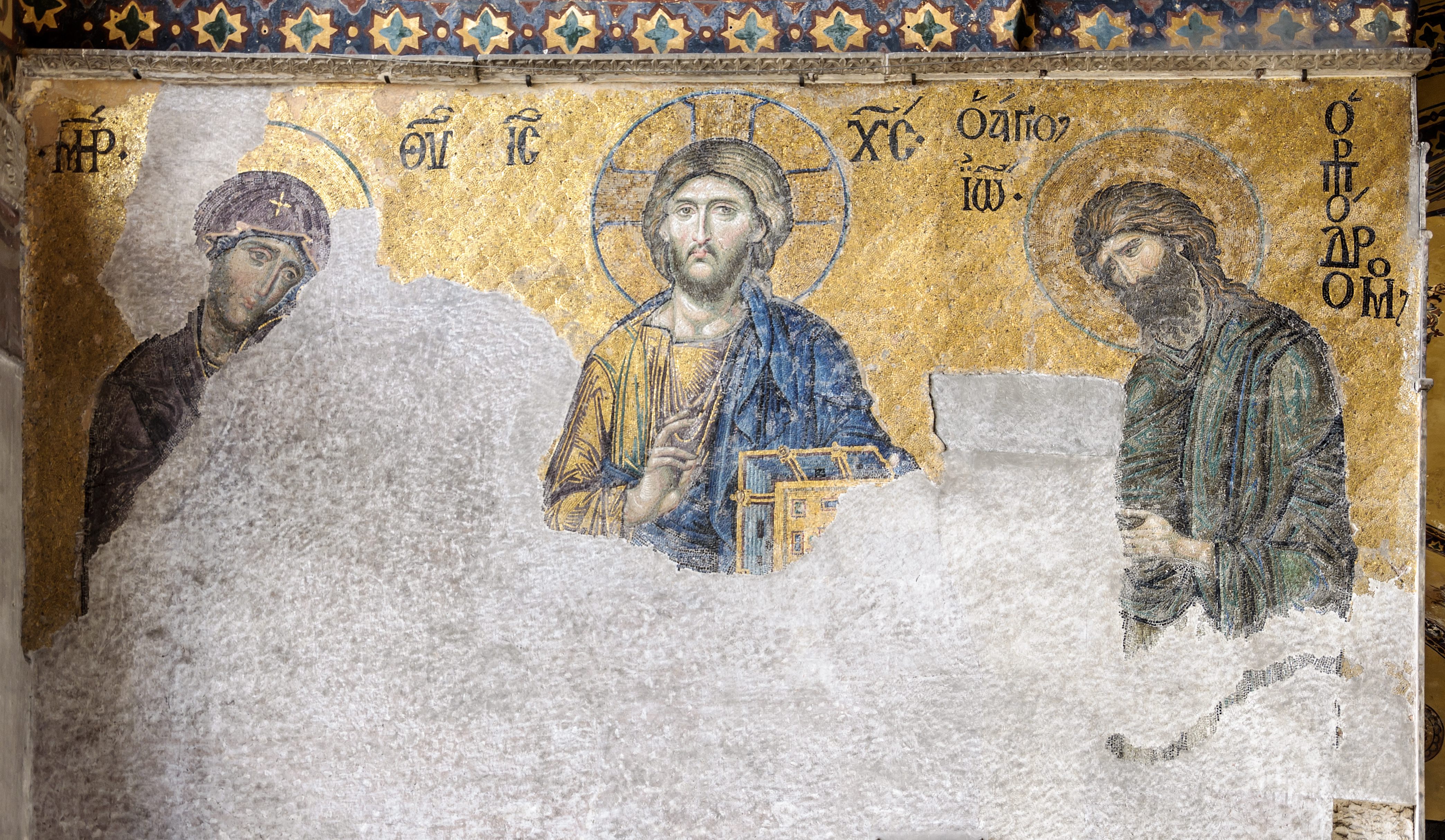
Deesis, Chrám Sofie Konstantinopolské, druhá polovina 13. století
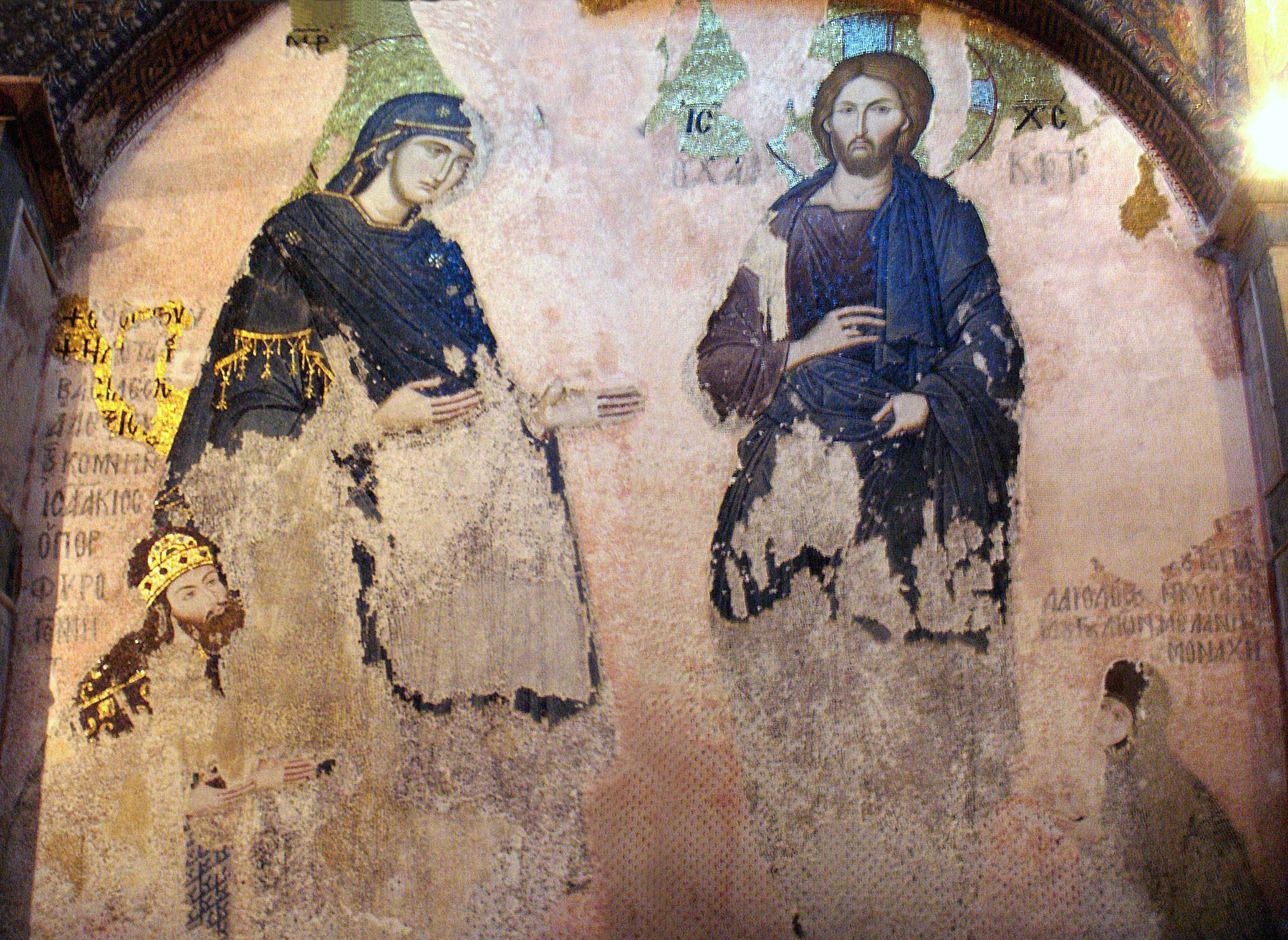
Chrám Krista Spasitele monastýru Chóra, Istanbul
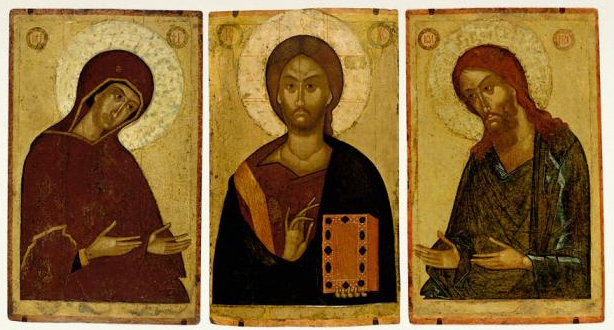
Deesis, 15. století, Pskov
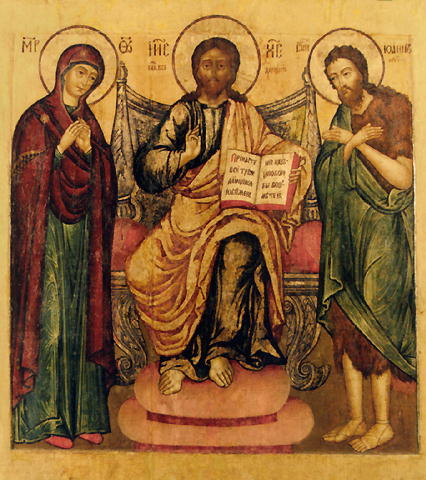
Deisis. Ikonostas přídělu Guria a Samóna, chrám proroka Eliáše, Jaroslavl, počátek 18. století